# Seznam vlád Předlitavska
Toto je seznam vlád Předlitavska, tedy přehled vládních kabinetů v rakouské části Rakouska-Uherska (neoficiálně Předlitavsko, oficiálně do roku 1915 Království a země na říšské radě zastoupené) v období od rakousko-uherského vyrovnání roku 1867 až do zániku monarchie v roce 1918.
| Vláda                            | Předseda vlády                                       | Od                                             | Do                                        |
| -------------------------------- | ---------------------------------------------------- | ---------------------------------------------- | ----------------------------------------- |
| Vláda Ferdinanda von Beusta      | Friedrich Ferdinand von Beust Eduard Taaffe          | 7. února 1867 27. června 1867                  | 27. června 1867 23. prosince 1867         |
| Vláda Karla von Auersperga       | Karel Vilém Auersperg Eduard Taaffe Ignaz von Plener | 30. prosince 1867 24. září 1868 15. ledna 1870 | 8. září 1868 12. ledna 1870 1. února 1870 |
| Vláda Leopolda Hasnera           | Leopold Hasner von Artha                             | 1. února 1870                                  | 12. dubna 1870                            |
| Vláda Alfreda von Potockého      | Alfred Potocki                                       | 13. dubna 1870                                 | 4. února 1871                             |
| Vláda Karla von Hohenwarta       | Karl Sigmund von Hohenwart                           | 5. února 1871                                  | 26. října 1871                            |
| Vláda Ludwiga von Holzgethana    | Ludwig von Holzgethan                                | 27. října 1871                                 | 22. listopadu 1871                        |
| Vláda Adolfa von Auersperga      | Adolf von Auersperg                                  | 26. listopadu 1871                             | 15. února 1879                            |
| Vláda Karla von Stremayra        | Karl von Stremayr                                    | 18. února 1879                                 | 12. srpna 1879                            |
| Vláda Eduarda Taaffeho           | Eduard Taaffe                                        | 13. srpna 1879                                 | 11. listopadu 1893                        |
| Vláda Alfreda Windischgrätze     | Alfred August Windischgrätz                          | 12. listopadu 1893                             | 19. června 1895                           |
| Vláda Ericha Kielmansegga        | Erich Kielmansegg                                    | 20. června 1895                                | 30. září 1895                             |
| Vláda Kazimíra Badeniho          | Kazimír Felix Badeni                                 | 2. října 1895                                  | 28. listopadu 1897                        |
| První vláda Paula Gautsche       | Paul Gautsch                                         | 30. listopadu 1897                             | 5. března 1898                            |
| Vláda Franze Thuna               | Franz Thun und Hohenstein                            | 7. března 1898                                 | 2. října 1899                             |
| Vláda Manfreda Clary-Aldringena  | Manfred Clary-Aldringen Heinrich von Wittek          | 2. října 1899 21. prosince 1899                | 21. prosince 1899 18. ledna 1900          |
| První vláda Ernesta von Koerbera | Ernest von Koerber                                   | 19. ledna 1900                                 | 31. prosince 1904                         |
| Druhá vláda Paula Gautsche       | Paul Gautsch                                         | 1. ledna 1905                                  | 1. května 1906                            |
| Vláda Konrada Hohenloheho        | Konrad Hohenlohe-Waldenburg-Schillingsfürst          | 2. května 1906                                 | 28. května 1906                           |
| Vláda Maxe Becka                 | Max Wladimir von Beck                                | 2. června 1906                                 | 15. listopadu 1908                        |
| Vláda Richarda Bienertha         | Richard von Bienerth-Schmerling                      | 15. listopadu 1908                             | 28. června 1911                           |
| Třetí vláda Paula Gautsche       | Paul Gautsch                                         | 28. června 1911                                | 3. listopadu 1911                         |
| Vláda Karla Stürgkha             | Karl von Stürgkh                                     | 3. listopadu 1911                              | 21. října 1916                            |
| Druhá vláda Ernesta von Koerbera | Ernest von Koerber                                   | 31. října 1916                                 | 20. prosince 1916                         |
| Vláda Heinricha Clam-Martinice   | Heinrich Clam-Martinic                               | 20. prosince 1916                              | 22. června 1917                           |
| Vláda Ernsta Seidlera            | Ernst Seidler von Feuchtenegg                        | 23. června 1917                                | 25. července 1918                         |
| Vláda Maxe Hussarka              | Max Hussarek von Heinlein                            | 25. července 1918                              | 25. října 1918                            |
| Vláda Heinricha Lammasche        | Heinrich Lammasch                                    | 25. října 1918                                 | 30. října 1918                            |

## Související článek
- Seznam ministerských předsedů Předlitavska